# Marija Matios
Marija Wasyliwna Matios, ukr. Матіос Марія Василівна (ur. 19 grudnia 1959 w Roztokach, w obwodzie czerniowieckim) – ukraińska pisarka i poetka, posłanka do Rady Najwyższej. Nazywana „wielką damą ukraińskiej literatury”.

## Życiorys
Marija Matios jest rdzenną Hucułką z Bukowiny, co wpłynęło na jej twórczość, w której wykorzystuje również unikalne doświadczenia własnej rodziny. Pierwsze wiersze opublikowała w wieku 15 lat. Ukończyła filologię na Czerniowieckim Uniwersytecie Państwowym. Była przewodniczącą Związku Pisarzy Obwodu Czerniowieckiego, a także współzałożycielką naukowo-literackiego „Bukowińskiego Żurnalu”. W 1992 debiutowała w czasopiśmie „Kyjiw” opowiadaniem Juriana i Dołhopoł.
W 2012 została umieszczona na drugim miejscu listy wyborczej partii UDAR, którą założył Witalij Kłyczko. Uzyskała wówczas mandat posłanki VII kadencji. W 2014 z powodzeniem ubiegała się o reelekcję z ramienia współtworzonego przez UDAR Bloku Petra Poroszenki.

## Twórczość
Poezja
- Z trawy i łystia (1982)
- Wohoń żywyci (1986)
- Sad neterpinnia (1994)
- Desiat' dek moroznoji wody (1995)
- Żinoczyj arkan (2001)

Proza
- Nacija (2001, wyd. polskie pt. Nacja w przekładzie Anny Korzeniowskiej-Bihun w 2006)
- Żyttia korotke (2001)
- Bulwarnyj roman (2003)
- Sołodka Darusia (2004, wyd. polskie pt. Słodka Darusia w przekładzie Anny Korzeniowskiej-Bihun w 2010)
- Szczodennyk straczenoji (2005)
- Mister i misis Ju w krajini ukriw (2006)
- Nacija. Odkrowennia (2006)
- Majże nikoły ne nawpaky (2007, wyd. polskie pt. ...i chyba nigdy nie jest inaczej w przekładzie Anny Korzeniowskiej-Bihun w 2019)
- Moskałycia; Mama Marycia – drużyna Chrystofora Kołumba (2008)
- Kulinarni figli (2009)
- Armahedon uże widbuwsia (2011)
- Czerewyczky Bożoi materi (2013)

## Odznaczenia i wyróżnienia
- 2015 – Order Księżnej Olgi III klasy[4]
- 2008 – laureatka konkursu „Knyżka roku” (za powieść Moskałycia; Mama Marycia – drużyna Chrystofora Kołumba)
- 2007 – grand prix i pierwsza nagroda w konkursie „Koronacija słowa” (za powieść Majże nikoły ne nawpaky)
- 2005 – laureatka Narodowej Nagrody im. Tarasa Szewczenki (za powieść Sołodka Darusia)
- 2004 – laureatka konkursu „Knyżka roku” (za powieść Sołodka Darusia)[1]